# 望闕礼
望闕礼（ぼうけつれい）は、皇帝や国王と離れた場所にいて直接に拝謁できない時に、宮闕のある方を向いて礼を行う儀式である。
中国から冊封を受けていた李氏朝鮮では、元旦、冬至、聖節（中国皇帝の誕生日）、千秋節（中国皇太子の誕生日）に、朝鮮国王が漢城（ソウル）から中国皇帝がいる北京の方向を向いて遥拝する望闕礼を行っていた。
大韓帝国成立後には廃止された。